# Пятницкое (Краснинский район)
Пя́тницкое — село Краснинского района Липецкой области, входит в состав Сотниковского сельсовета.
Соединено прямой автомобильной трассой с районным центром селом Красным. В 3,5 км западнее Пятницкого проходит граница с Тульской областью.
Упоминается в документах 1724 года как «село Пятницкое, Гузеево тож». Тогда в нём уже была Пятницкая церковь, по которой селение и получило своё название. Прежнее, вероятно, патронимическое — от фамилии Гузеев.

## История

### До 1918 года
Сёла и деревни нынешнего Пятницкого сельского совета построены служивыми Бруслановского стана и ельчанами, работными крепостными людьми. Деревни появились позже на землях дворян, основанные их крепостными, переведёнными из центральных уездов или купленными. Заселяли этот край военными с их семьями для укрепления южных рубежей от нападения ногайских и крымских кочевников. Здесь осели: Монаенков, Лунев, Подколзин, Боев, Уколов, Чуешев, Сотников, Якунин, Котов, в Пятницком — Шумский и Гузеев. В 1862 году в Пятницкой волости было 979 дворов, в них проживало 6087 жителей: 37 казённых дворов, 224 двора, имевших «четвертную» (то есть крестьяне, имеющие землю в полной собственности), 657 дворов барских крестьян, 61 двор прочих сословий (помещики, купцы, духовенство и др.).

### 1920—1940-е
В 1918 году была создана Пятницкая волость. Председатель волости — Сотников Константин Осипович, секретарь — Монаенков Аввакум Даниилович. В период раскулачивания в здании волисполкома Монаенков А. Д. был убит из обреза кулаком Шитаевым. При волости был организован отряд Красной гвардии, который вел борьбу с кулачеством. Была создана партийная ячейка, секретарем которой был избран Чуйщев Михаил Степанович. В 1923 году волость ликвидировалась, был образован Пятницкий сельский совет. Первым председателем сельсовета был Пищулин Иван Аверьянович. Активное участие совет принимал в организации колхозов в 1930-е годы. В 8 деревнях было организовано 8 коллективных хозяйств. В образовавшихся колхозах труд был тяжелым, в основном, ручным. Но с подъёмом, радостным настроением, выходили колхозники на работу в поле. Коллективный свободный труд радовал крестьян, хотя и получали за него очень мало. Через несколько лет появляются на колхозных полях первые трактора, первые комбайны. Большую помощь техникой оказывает организованная Ищеинская машинно-тракторная станция. Молодые колхозы постепенно набирают силу, крепнут. Самым зажиточным колхозом становится «Светлый путь». Открывается больница в селе Пятницком, медпункт в селе Монаенки, изба-читальня. Обучение детей проводится в 4 начальных и 1 неполной средней школе.

### 1940—1990-е
Во время Великой Отечественной войны на полях, скотных дворах, огородах работали только женщины, старики и подростки. С первых дней войны появились эвакуированные, беженцы. Размещали их в свободных помещениях и в семьях. Жители делились с ними всем тем, что имели сами. Колхозы оказывали помощь фронту, отдавали свои скромные сбережения, продукты, отправляли посылки с теплыми вещами. После войны в колхозе «Светлый путь» (председатель Мазурин Егор Петрович) работает электростанция от двигателя, дома колхозников электрифицированы. Открыты сельские клубы в деревнях Щербаково и Заовражное. Работает кинопередвижка. Колхозы принимают участие в строительстве Сергиевской ГЭС, и вскоре во всех домах засветились электрические лампочки. Всё больше ручной труд заменяет техника. Улучшаются дороги, в колхозах появляются машины. С 1954 года начинается укрупнение колхозов.

### 1990—2000-е
В 1980-е годы строились крытый ток, зернохранилищ, зерносклады, мастерские, новые скотные дворы (д. Щербаково, д. Заовражное), свиноферма (с. Монаенки), телятник (д. 1-я Красная), механизированный ток. Благоустраивается центральная усадьба, вырастает новый посёлок в деревне Щербаково, построен Дом Культуры, общежитие для строителей, столовая (д. Мамоново), баня. В 1992 году колхоз преобразован в коллективное предприятие.
В настоящее время численность населения села и близлежащих населенных пунктов резко сократилась. Опустели здания школ, стоят пустыми заброшенные дома (многие из которых арендуются или продаются). Сельское хозяйство разорено, многие бывшие сельскохозяйственные угодья продаются.

## Население
| 2010 |
| ---- |
| 7    |

## Церковь Параскевы Великомученнцы
В селе сохранилась кирпичная церковь Параскевы Пятницы, построенная в 1849 году в стиле позднего классицизма по схожему проекту церкви Скорбящей иконы Божьей Матери в селе Монаенки. В плане церковь крестообразная, с трапезной, увенчана барабаном в виде ротонды со сферическим куполом. Второй престол — Георгиевский.
Штат церкви состоял из священника и псаломщика. По данным 1893 года, священником церкви служил Благонравов Иоанн Иоаннович, 33 лет, студент (рукоположён 21 января 1886 года), псаломщиком — диакон Аристарх Кириллович Слободской, 58 лет (рукоположён 1 июня 1867 года).
Церковь была закрыта в 1930-х годах. В 1960-е годы колокольня церкви была сломана (кирпич должен был пойти на постройку коровника, но добыть его так и не удалось). В настоящее время церковь заброшена, однако внутри сохранились фрагменты фресок.

## Известные уроженцы
- Морозов, Юрий Фёдорович (1934—2000) — горный инженер.

## Галерея
- Церковь Параскевы-Пятницы, 1849
- Интерьер Пятницкой церкви
- Вид на автобусную остановку
- Бывшее здание почты (дом №1)
- Бывшее здание усадьбы, затем больницы (дом №2)
- Въездные ворота усадьбы/больницы
- Дом №3
- Дом №6
- Бывшее здание начальной сельской школы